# Chyszówka
Chyszówka – potok, dopływ rzeki Łososina w Beskidzie Wyspowym. Przepływa przez położoną w dolinie tego potoku wieś Chyszówki w województwie małopolskim, w powiecie limanowskim, w gminie Dobra.
Chyszówka to typowy potok górski o czystej wodzie i dnie kamienistym. Wypływa na wysokości około 833 m w leju źródliskowym poniżej polany Bajorzyska w masywie Mogielicy. Zasilana jest potokami spływającymi z Mogielicy i Łopienia. Spływa w kierunku zachodnim i w sąsiedniej miejscowości Jurków uchodzi do potoku Jurkówka (górny bieg rzeki Łososina).
Chyszówka ma około 5 km długości i posiada liczne dopływy w postaci niewielkich strumieni górskich. Jeden z nich, spływający z Łopienia ma nazwę własną (Głęboki Potok), pozostałe są bezimienne. W czasie opadów występują znaczne wahania wód, co powoduje powstawanie licznych osuwisk wzdłuż jego biegu. Podmywając strome zbocza Łopienia utworzył w niektórych miejscach wielometrowej wysokości skalne odsłonięcia. W potoku żyją między innymi strzebla potokowa, głowacz białopłetwy, pstrąg potokowy, kumak górski, traszka górska i inne drobne zwierzęta jak chruściki czy widelnice.